# Docosia expectata
Docosia expectata är en tvåvingeart som beskrevs av Lastovka 2006. Docosia expectata ingår i släktet Docosia och familjen svampmyggor.
Artens utbredningsområde är Tjeckien. Arten är reproducerande i Sverige. Inga underarter finns listade i Catalogue of Life.